# Conjunto arquitetônico
Um Conjunto arquitetônico (português brasileiro) ou Arquitetónico (português europeu) é uma área ocupada por duas ou mais obras de arquitetura ou monumentos e arredores/redondezas, que possuem elementos artísticos semelhantes, que representem etapas significativas de como ocorreu a evolução da humanidade na área (etapas da história humana), ou são conjunto de edificações tradicionais que representem o aspecto histórico-cultural. Segundo a Grande Enciclopédia Soviética, o conjunto arquitetônico (do francês "coerência" ou "unidade") é uma “unidade harmoniosa de composição espacial com: edifícios, estruturas de engenharia, obras de pintura monumental, escultura e, jardim".

Cada elemento do conjunto funciona de forma independente, com entrada própria, mas são percebidos como um grupo, se as construções/edifícios individuais estiverem conectados entre si então é denominado como Complexo de Edifícios. Na área de proteção de monumento é usado o termo Proteção de Conjunto.
No Brasil um exemplo deste tipo de conjunto é o Conjunto Arquitetônico da Pampulha, localizado na cidade brasileira de Belo Horizonte (Minas Gerais), que é formado por vários monumentos: Igreja de São Francisco de Assis; Casa de Baile; Iate Tênis Clube; Cassino (atual Museu de Arte da Pampulha), e; Museu-casa Kubitscheck.